# 조정 (정치)

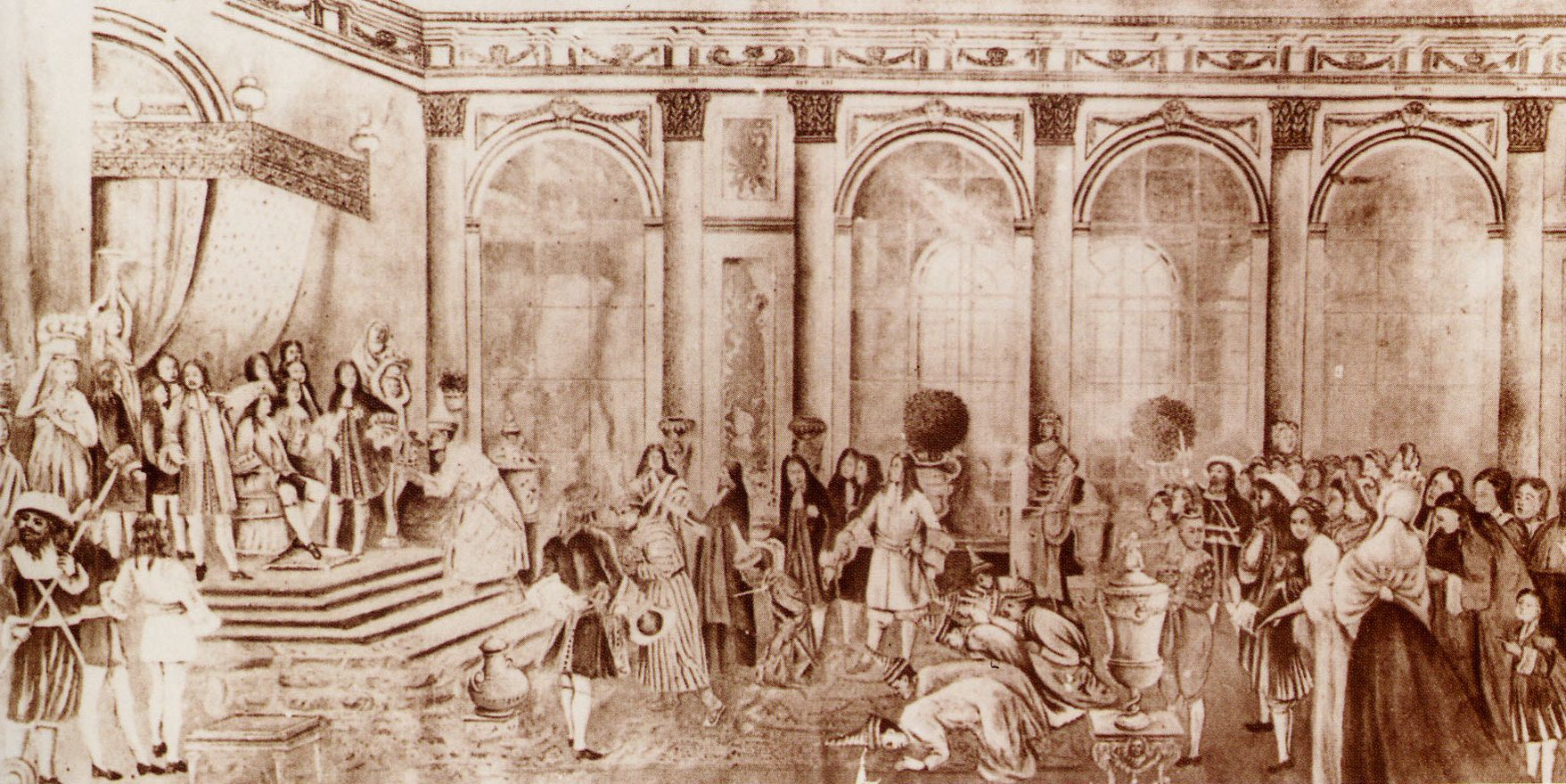
베르사유 궁전에서 루이 14세를 알현하는 시암 왕국의 사절단과 그 대사인 코사 판.

조정(朝廷)은 동아시아 한자 문화권 국가에서 군주가 관료 조직을 동반한 회의를 하여 정치를 행하는 궁정, 중앙 정부 등 통치 기구 및 정권을 총칭하는 말이다.

## 어원
조정의 조(朝)는 풀밭(十)사이에 해(日)가 떠 있는데 아직 달(月)이 남아 있는 상태, 곧 '아침'을 뜻한다. '오늘'(하룻밤)이라는 표면적인 의미가 있지만, 정치적으로 사용될 때는 '오늘의 천하를 다스리는 것'으로 확장되고 '지금 집권하고 있는 정권'이라는 뜻으로 쓰이게 되었다. 군주는 아침에 문무 백관을 만나 조회(朝會)를 열고 국정을 논했으므로 '아침'이 국정을 논하는 시간이자 장소, 국정을 논한다는 행위 및 그 행위를 집행하는 기구 전반을 가리키는 것으로 의미가 확장된 것이다. 조에 대비되어 '민간'을 가리키는 의미므로 사용되는 한자가 야(野)이고, 조야(朝野)란 조정과 민간을 아울러 가리키는 단어다. 정(廷)은 《석문》(釋文)에서는 "사람들이 모이는 곳"(人所集之處), 《설문》에서는 "조정 한가운데"(朝中也)라는 풀이를 달고 있어 조회를 열고 국정을 논문하는 행위가 이루어지는 장소를 가리킨다. 즉 조정 두 글자는 정사(政事)와 명령을 내리는 곳을 뜻하며, 왕조의 최고 통치 기관을 뜻하기도 한다.

## 중국의 조정
일반적으로 중국에서 조정은 내정(内廷, 중조中朝라고도 하였다), 그리고 재상(승상)을 필두로 하는 외정(外廷, 외조外朝)으로 나뉘었다.
한 무제(漢武帝) 이전 내정은 정치 무대에서 거의 역할을 하지 않았고, 황제가 머무르는 궁정의 내정, 황제를 포함한 종실의 기거만을 맡았을 뿐이었고 거의 대부분의 정사를 외정이 맡아 행하였다. 그러던 것을 무제가 재상권을 억제하기 위해 군사적 정벌(주로 흉노와의 전쟁)을 핑계로 대장군(大将军)을 기거하던 궁내로 불러 들여 황제의 사적인 공작 기구를 구성하였다. 한 무제 만년에 상서령을 필두로 하는 내정이 정치의 거의 모든 결정권을 장악했고, 승상은 문서 봉행만을 행했을 뿐이었다.
중국 고대 중앙 정치 체제의 변천 과정은 황제 권력이 확장되어 재상의 행정권을 압박해 나가는 것이었고, 때문에 내정 역시 끊임없이 외정을 대체하는 과정을 거쳐 공식적인 정부 기관이 되었다. 예를 들면 한대의 상서령이 조위에 이르러서는 이미 공식적인 재상직이 되어 있었다. 유명한 3성 제도 가운데 3성의 장관인 상서령, 중서령, 시중(侍中)은 모두 과거 황제를 수행하며 내정을 맡아 행하던 관직들이었다. 송대 군사 업무를 주관하는 재상직인 추밀사(枢密使)는 이미 당 왕조 말기에 나타났는데, 당시에도 추밀사는 내정 관직으로서 환관으로 충원되었다.

## 한국의 조정
한국사에서 조정이라는 단어를 사용한 것이 확인되는 가장 오래된 용법은 백제의 6좌평 가운데 하나였던 '조정좌평'(朝廷佐平)이다. 백제에서 조정좌평의 임무는 형옥(刑獄) 즉 현대의 사법 재판 및 처벌 관련 업무였다.

### 조선
조선대에는 조선의 정부와 근정전, 인정전 등에서 열린 조회, 6조, 3사 등의 관청과 조선의 정부를 포함하는 단어로서 사용되었다.
다만, 조정(朝廷)은 조선정부(朝鮮政府)의 준말이 아닌 본래의 단어이다.

## 일본의 조정
일본에서 「조정」(朝廷)이라는 말은 『고사기』(古事記) 가이카 천황기(開化天皇紀)에 穂別君의 시조라는 「次朝廷別王」이라는 인물이 기록되어 있는 것이 현존하는 문헌으로 확인되는 최초이고 『일본서기』(日本書紀) 스진 천황기(崇神天皇紀) 스진 천황 60년(38년?) 7월 기유조에 「聞神宝献于朝廷」까지 거슬러 올라갈 수도 있다. 또한 「조정」(朝庭)이 맡았던 것에 대해서는 게이코 천황기(景行天皇紀) 게이코 천황 51년(121년?) 8월 임자에 「則進上於朝庭」가 있다. 물론 해당 기록들은 모두 실재하지 않았던 전설상의 군주들에 대한 것이다.
『일본서기』 요메이 천황기(用明天皇紀) 요메이 천황 원년(586년) 5월조에는 「不荒朝庭」라는 문언이 보이는데, 실재하는 장소를 추측해볼 수 있는 구체적인 기술로 스이코 천황기(推古天皇紀)에 「조정」(朝庭) 또는 「정」(庭)으로써 여러 차례 언급되어 이른바 십칠조 헌법(十七条憲法)의 관리의 출퇴근에 대해 설명하는 8조에 「관리들은 일찍 입조하여 늦게 물러간다」(群卿百寮、早朝晏退)라고 하여 정무를 집합시킨 장소임이 명확한 스이코 천황의 오하리다 궁(小墾田宮)이 고고학 발굴 조사를 통해 그 실재가 확인된 일본 역사상 가장 오래된 「조정」(朝庭)이다.

## 같이 보기
- 오르도